# Vespucio Norte (estación)
Vespucio Norte es una estación ferroviaria que forma parte de la Línea 2 del Metro de Santiago de Chile. Se encuentra subterránea, antecedida por la estación Zapadores. Está ubicada en la intersección de Américo Vespucio con Av. Principal Ignacio Carrera Pinto, cerca de la intersección con Avenida Recoleta, en la comuna homónima.

## Características y entorno
Vespucio Norte es la estación terminal de la Línea 2 y pertenece al segundo tramo de la extensión de la línea hacia el norte desde Einstein. Fue entregada para su uso al público en diciembre de 2006. El 4 de febrero de 2008 fue inaugurada una estación intermodal, con el fin de facilitar la conexión con buses de la Red Metropolitana de Movilidad, interurbanos, rurales e internacionales. La estación posee una afluencia diaria promedio de 37 286 pasajeros.
En 2013 fue inaugurada una nueva área de 7 locales comerciales en la explanada de acceso a la estación, atendiendo la alta afluencia de usuarios en el sector.
El 18 de octubre de 2019, en el marco de las protestas en Chile, la estación sufrió un incendio que afectó la mesanina y la boletería. La estación permaneció cerrada para su reparación entre el 19 de octubre y el 11 de noviembre de 2019.

### Accesos
| Acceso | Intersección                                                         |
| ------ | -------------------------------------------------------------------- |
| A      | Intermodal Vespucio Norte                                            |
| B      | Av. Principal Capitán Ignacio Carrera Pinto con Av. Américo Vespucio |

## MetroArte
En el interior de la estación se encuentra presente uno de los dioramas realizados por el artista Zerreitug.
Esta obra, titulada Navegando el Río de la Plata, retrata el paso de Américo Vespucio a través del Río de la Plata, flujo sobre el cual existe una controversia respecto a quién hizo su descubrimiento, siendo uno de sus posibles descubridores el mismo Vespucio.

## Origen etimológico
Su nombre proviene de la Avenida Circunvalación Américo Vespucio, la que se encuentra sobre la estación. Además se empleó la denominación "Vespucio Norte" para diferenciarla de otros sectores de la circunvalación que rodea la ciudad de Santiago y se encuentra con otras líneas de la red de Metro, en su recorrido.

## Cocheras Vespucio Norte
En las cercanías de esta estación se encuentran instalaciones de cocheras de Metro, construidas debido a la extensión de Línea 2, lo que permitirá una mayor oferta de trenes, además de guardar y limpiar dichos trenes que hacen servicio de pasajeros. El proyecto se inició en noviembre de 2016, con el primer tren cruzando en diciembre de 2020. El proyecto se anunció por finalizado en noviembre de 2021.

## Galería

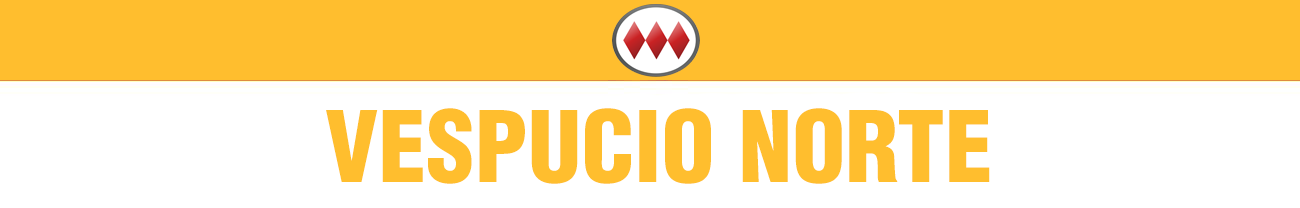
Cenefa utilizada actualmente en los andenes.
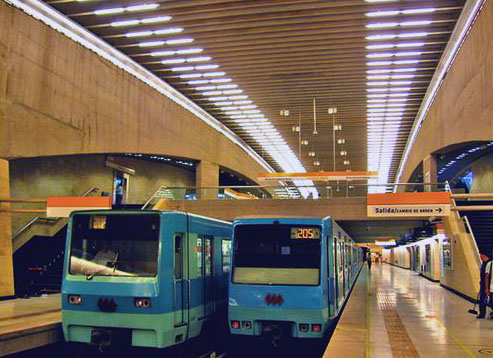
Trenes NS-74 y NS-88 detenidos en la estación.
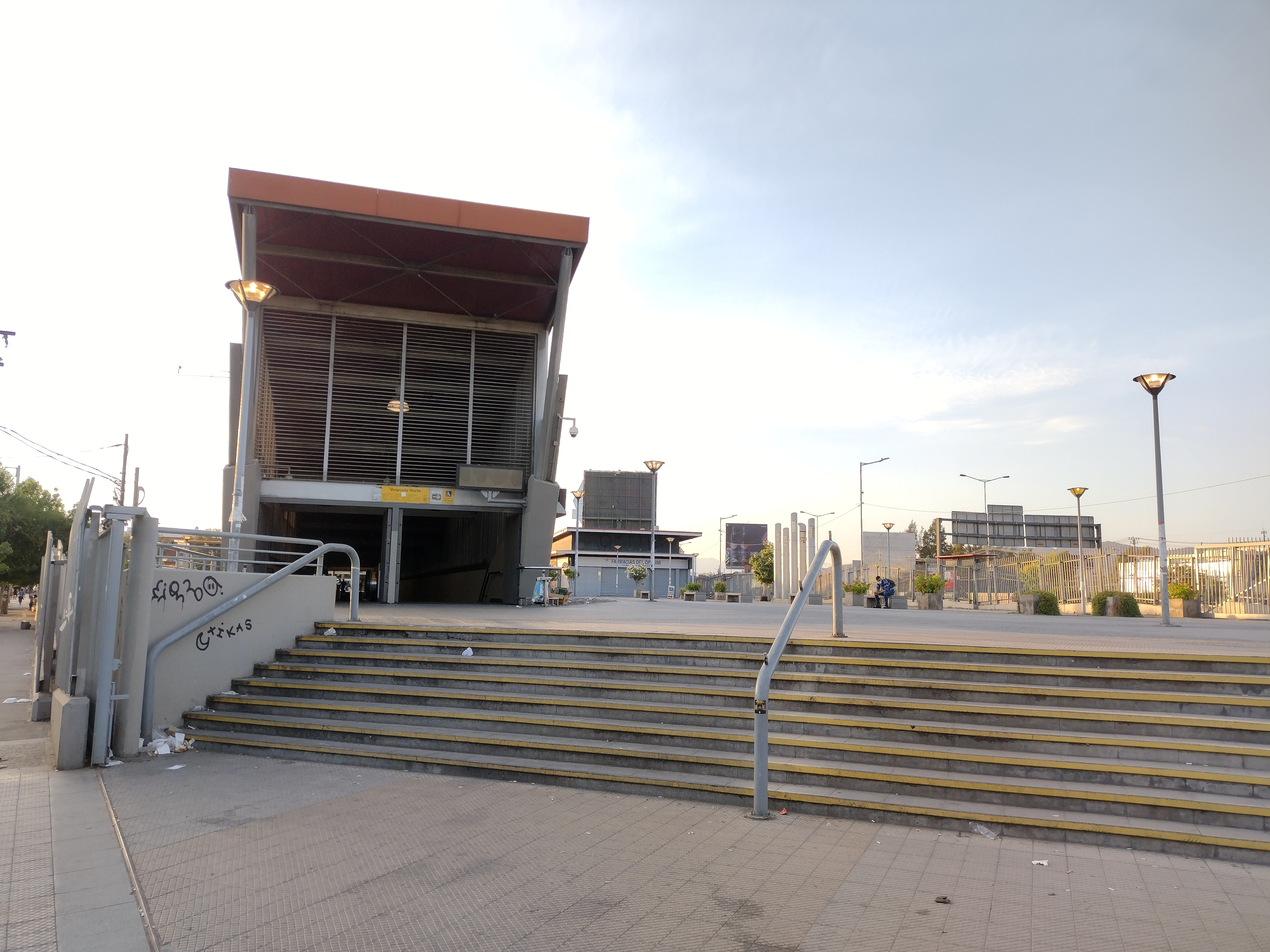
Acceso oriente a la estación.
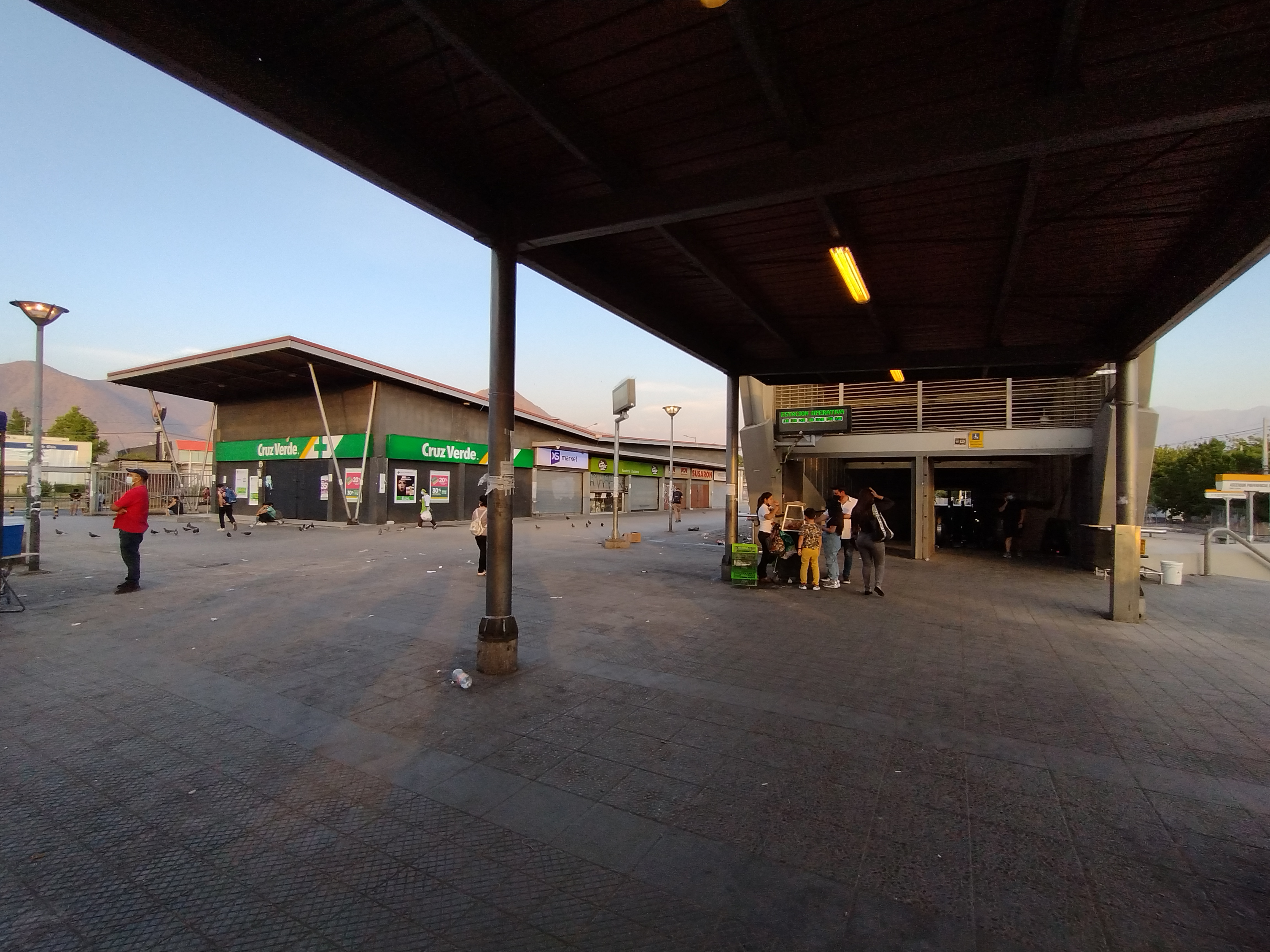
Locales comerciales y acceso desde la estación intermodal.

## Conexión con Red Metropolitana de Movilidad
Independiente de la Estación Intermodal Vespucio Norte, la estación posee 4 paraderos de la Red Metropolitana de Movilidad en sus alrededores (sin la existencia de los paraderos 1 al 10), los cuales corresponden a:
| Paradero/ Código                          | Recorridos |
| ----------------------------------------- | --- |
| Parada 11 / Metro Vespucio Norte (PB121)  | 117 (Metro Vespucio Norte) - 425 (Rigoberto Jara) - 429 (Lo Echevers) - 429c (Quilicura) - 430 (Quilicura) - 435 (Quilicura) - 722 (Gonel) - B05 (Metro Los Libertadores) - C18 (Metro Escuela Militar) |
| Parada 12 / Metro Vespucio Norte (PB1258) | B05 (Ciudad Empresarial) - B16 (Fin del recorrido) - B18 (Fin del recorrido) - B25 (Fin del recorrido) - B27 (Fin del recorrido) - B43 (Fin del recorrido)                                              |
| Parada 13 / Metro Vespucio Norte (PB126)  | 425 (Lo Hermida) - 429 (Lo Hermida) - 429c (Metro Tobalaba) - 430 (La Dehesa) - 435 (Vitacura) - 722 (Av. Colón)                                                                                        |
| Parada 14 / Metro Vespucio Norte (PB127)  | 722 (Av. Colón) - B05 (Ciudad Empresarial) |